# Long Way Home (Lucas & Steve x Deepend)
Long Way Home is een nummer van het Nederlandse dj-duo Lucas & Steve en de Nederlandse dj Deepend uit 2019.
Lucas & Steve en Deepend kenden elkaar al van vroeger uit Limburg. Het was voor de heren altijd al een wens om eens samen te werken. "Long Way Home" werd hit in Nederland. Het bereikte een 26e notering in de Nederlandse Top 40. In Vlaanderen haalde het slechts de Tipparade.